# Harald Totschnig
Harald Totschnig (Kaltenbach, 6 september 1974) is een Oostenrijks voormalig wielrenner. Hij is de jongere broer van Georg Totschnig.
Harald Totschnig was professioneel wielrenner tussen 2004 en 2013. 

## Overwinningen
2004
- Klosassberg

2005
- Hungerburg

2006
- Kleinengersdorf

Comploi · 
Denifl · 
Eibegger · 
Fankhauser · 
Gründlinger · 
Konečný · 
Lauscha · 
Murer · 
Pfannberger · 
M. Pichler · 
P. Pichler · 
Rohregger · 
Rucker · 
Starzengruber · 
Summer · 
Totschnig · 
Valach · 
Weisshaupt
Denifl · 
Eibegger · 
Fankhauser · 
G. Lauscha · 
R. Lauscha · 
Murer · 
Pichler · 
Radochla · 
Rohregger · 
Rucker · 
Schorn · 
Starzengruber · 
Summer · 
Thurau · 
Totschnig · 
Trampusch · 
Valach